# Датско-никарагуанские отношения
Датско-никарагуанские отношения — двусторонние отношения между Данией и Никарагуа. Дания имеет в Никарагуа аккредитованное посольство в Мехико. Никарагуа имеет аккредитованое посольство в Дании, которое располагается в Хельсинки, Финляндия. Отношения можно охарактеризовать как хорошие. Никарагуа является страной-участницей датской внешнеполитической программы с 1993 года.

## История
Датско-никарагуанское сотрудничество началось в 1981 году в целях совместного развития. В 1993 году Никарагуа была выбрана в качестве одной из 20 стран-участниц программы датской помощи в целях развития. В 1989 году Дания вошла в группу стран, которые предоставили 20 миллионов долларов Никарагуа в ответ на внутренние уступки, которые привели к всеобщим выборам 1990 года, отстранившим от власти Сандинистский фронт национального освобождения. В 1990-х годах Дания пожертвовала 1,8 миллиона долларов на поддержку очистки Никарагуа от мин. В датском районе ответственности было обезврежено 8700 мин.

## Датская помощь
Датская программа развития распространяется на четыре приоритетных сектора в Никарагуа: транспорт, сельское хозяйство, окружающая среда и образование.
В 2009 году Дания объявила, что сократит объем своей помощи с 35 миллионов долларов в 2009 году до 26 миллионов долларов в 2010 году, а также заявила, что перенаправит часть помощи субъектам гражданского общества, а не напрямую правительству Никарагуа. Об этом заявила датский министр по вопросам развития и сотрудничества Улла Тёрнес во время визита в эту латиноамериканскую страну, где она встречалась с президентом Даниэлем Ортегой. Тёрнес также призвала правительство Никарагуа соблюдать демократические нормы в отношении свободных выборов.
Дания помогает Никарагуа в строительстве дороги между муниципалитетами Нуэва-Гвинея и Блуфилдс.
В 2010 году Дания объявила о своем намерении прекратить финансирование развития Никарагуа, хотя и не обозначила точную дату, когда это произойдет. Это было обозначено частью общей стратегии Дании по прекращению предоставления помощи странам Латинской Америки, так как Дания решила перенаправить свою помощь в страны Африки. В 2010 году Лене Эсперсен заявила, что Дания закроет свое посольство в Манагуа.
В феврале 2011 года Дания выделила Никарагуа 18 миллионов долларов на организацию всеобщих выборов в Никарагуа 2011 года, но правительство Никарагуа не приняло помощь.

## Визиты представителей государств
Премьер-министр Дании Андерс Фог Расмуссен посетил Никарагуа в 2003 году, а президент Никарагуа Энрике Боланьос Гейер посетил Данию в 2004 году.